# Sociedad Española de Microbiología
La Sociedad Española de Microbiología (SEM) es una asociación científica española sin ánimo de lucro, dedicada a la promoción del conocimiento de la microbiología y áreas conexas.

## Junta de gobierno y grupos especializados
La junta de gobierno está constituida por un presidente, un vicepresidente, un secretario, un tesorero, seis vocales. Los vocales natos de la junta directiva son los presidentes de los grupos especializados y secciones regionales y los editores-coordinadores de las publicaciones.
La Sociedad ha establecido diferentes grupos especializados en temas específicos: Biodeterioro, Biodegradación y Biorremediación, Hongos Filamentosos y Levaduras, Biología de los microorganismos patógenos, Microbiología de los Alimentos, Microbiología del Medio Acuático, Microbiología Industrial y Biotecnología Microbiana, Microbiología Molecular, Microbiología de Plantas, Protistología, Taxonomía, Filogenia y Biodiversidad, Docencia y Difusión de la Microbiología.

## Publicaciones
La Sociedad publica periódicamente la revista científica International Microbiology (ISSN 1139-6709), de carácter trimestral, y el boletín informativo SEM@foro (ISSN 2254-4399), de carácter semestral.
De 1947 a 1986 la revista científica se denominó Microbiología Española (ISSN 0026-2595) y de 1985 a 1997 Microbiología SEM (ISSN 0213-4101).

## Congresos
La Sociedad organiza desde 1962 el Congreso Nacional de Microbiología, de carácter bienal.

## Premios Jaime Ferrán
Desde 1983, la sociedad otorga cada dos años los premios Jaime Ferrán por una trayectoria científica excelente a miembros menores de cuarenta años.

## Otras actividades
La Colección Española de Cultivos Tipo (CECT), ubicada en la Universidad de Valencia, encargada de conservar y suministrar cepas bacterianas, está asociada a la SEM.